# سن اندروز (کارولینای جنوبی)
سن اندروز(به انگلیسی: St. Andrews) شهری در ایالت کارولینای جنوبی کشور ایالات متحده آمریکا است که جمعیت آن در سرشماری سال ۲۰۱۰ میلادی، ۲۰٬۴۹۳ نفر بوده‌است.